# Tarik Sektioui
Tarik Sektioui (*Fès, Marruecos, 13 de mayo de 1977), futbolista marroquí. Juega de extremo derecho en el Ajman Club. Posee un gran dominio del balón y destaca por su regate y velocidad. Es uno de los jugadores favoritos del entrenador neerlandés Co Adriaanse, quien lo incorporó al dirigir a Willem II, AZ Alkmaar y FC Porto, respectivamente.

## Selección nacional
Ha sido internacional con la Selección de Marruecos, ha jugado 15 partidos internacionales y ha anotado 3 goles.

## Clubes
| Club            | País                   | Año       |
| --------------- | ---------------------- | --------- |
| AJ Auxerre      | Francia                | 1997-1999 |
| CS Marítimo     | Portugal               | 1999      |
| Neuchâtel Xamax | Suiza                  | 1999-2000 |
| Willen II       | Países Bajos           | 2000-2004 |
| AZ Alkmaar      | Países Bajos           | 2004-2006 |
| FC Porto        | Portugal               | 2006      |
| RKC Waalwijk    | Países Bajos           | 2007      |
| FC Porto        | Portugal               | 2007-2009 |
| Ajman Club      | Emiratos Árabes Unidos | 2009      |

## Palmarés

### Como jugador

#### Torneos nacionales
| Título                | Equipo   | País     | Año     |
| --------------------- | -------- | -------- | ------- |
| Supercopa de Portugal | FC Porto | Portugal | 2006    |
| Primeira Liga         | FC Porto | Portugal | 2006-07 |
| Primeira Liga         | FC Porto | Portugal | 2007-08 |
| Primeira Liga         | FC Porto | Portugal | 2008-09 |
| Copa de Portugal      | FC Porto | Portugal | 2008-09 |

#### Torneos internacionales
| Título                           | Equipo                 | Sede      | Año  |
| -------------------------------- | ---------------------- | --------- | ---- |
| Copa Africana de Naciones Sub-20 | Selección de Marruecos | Marruecos | 1997 |
| Copa Confederación de la CAF     | RS Berkane             | Fes       | 2011 |

### Como entrenador

#### Torneos nacionales
| Título         | Club    | País      | Año  |
| -------------- | ------- | --------- | ---- |
| Copa del Trono | MAS Fez | Marruecos | 2016 |

#### Torneos internacionales
| Título                       | Equipo                        | Sede  | Año     |
| ---------------------------- | ----------------------------- | ----- | ------- |
| Copa Confederación de la CAF | RS Berkane                    | Rabat | 2019-20 |
| Juegos Olímpicos             | Selección sub-23 de Marruecos | París | 2024    |

- Datos: Q710207